# Valeriana corymbulosa
Valeriana corymbulosa là một loài thực vật có hoa trong họ Kim ngân. Loài này được (Wedd.) Cabrera miêu tả khoa học đầu tiên năm 1993.